# Sokolnik (Karkonosze)
Sokolnik (czes. Sokolník niem. Tefelsteinpaltte, Falkensteine, 1384 m n.p.m.) – szczyt w Karkonoszach w zachodniej części Śląskiego Grzbietu.
Położony jest w północno-zachodniej części Śląskiego Grzbietu pomiędzy Szrenicą na zachodzie a Łabskim Szczytem na wschodzie. Od północy pomiędzy Szrenicę, Sokolnik i Łabski Szczyt wcięte jest rozległe, podmokłe obniżenie - Szrenicki Kocioł. Od południa rozciąga się Labská louka - szerokie spłaszczenie łączące Śląski Grzbiet z Czeskim Grzbietem, na którym znajdują się źródła Łaby.
Przez szczyt przebiega granica polsko-czeska.
Zbudowany z granitu karkonoskiego. Na szczycie znajduje się rumowisko skalne, powstałe w klimacie peryglacjalnym, w plejstocenie. Na zachodnim zboczu, nad Mokrą Przełęczą znajduje się skałka Twarożnik.
Szczyt położony jest na obszarze Karkonoskiego Parku Narodowego oraz czeskiego Karkonoskiego Parku Narodowego (czes. Krkonošský národní park, KRNAP).
Na północ od szczytu biegnie  czerwono znakowany szlak turystyczny Droga Przyjaźni Polsko-Czeskiej prowadzący ze Szrenicy na wschód, Głównym Grzbietem Karkonoszy do Przełęczy Okraj.